# Jakabszállási repülőtér
A jakabszállási repülőtér a település határában épült, nem nyilvános sportrepülőtér.

## Története
A Jakabszállás repülőtér helyén körülbelül 1994-ig csak mocsaras, gödrös vidék volt, a közelben szemétteleppel. A jakabszállási vállalkozó szellemű Csík Imre már ekkor repteret akart. Megkezdte eldózeroltatni, és fűvel betelepíteni a nagy sík területet, és a puszta egyre jobban kezdett repülőtérre hasonlítani. Kezdetben még csak a tulajdonos hangára állt, de mára már 5 hangár, egy hotel, egy uszoda, egy étterem, és egy sportcentrum települt a reptérre. A régió, leggyorsabban fejlődő kis repülőtere. Jakabszállás reptere több híres személyiséget is elcsábított: használta már Besenyei Péter világbajnok műrepülő pilóta, Veres Zoltán európa-bajnok műrepülő pilóta, Vári Gyula világbajnok vadászpilóta, és Adrian Paul, a Hegylakó sorozat sztárja. 2005. július 29-e és augusztus 6-a között itt, a Jakab-Csík reptéren rendezték meg a 6. Jet-Modell világbajnokságot is.

## Repülőtéri információ
- Csak VFR repülésre alkalmas
- ICAO kód/         LHJK
- Pozíció           2 km/1 nm S Jakabszállás
- Koordináta        N464453 E0193619
- Magasság          111m 364 ft
- Hívójel           Jakab INFO
- Frekvencia        125.210
- NAV AID           BUG R323 5.3 nm
- Forgalmi kör      14 RH, 32 LH 1000 ft AGL
- Repülőtér kat.    Nem nyilvános repülőtér
- Üzemelés          SR-SS, kérésre/PNR éjszaka/night until 22.00-ig (LT)
- NVFR              van
- IFR               nincs